# Chymomyza guyanensis
Chymomyza guyanensis är en tvåvingeart som beskrevs av David Grimaldi 1986. Chymomyza guyanensis ingår i släktet Chymomyza och familjen daggflugor.
Artens utbredningsområde är Guyana. Inga underarter finns listade i Catalogue of Life.